# Vietnamski zmaj
Vietnamski zmaji (vietnamsko Rồng; Chữ Nôm: 蠪; kitajsko-vietnamsko Long; Hán tự 龍) so simbolična bitja v vietnamski folklori in mitologiji. Po starodavnem mitu o izvoru Vietnamci izvirajo iz zmaja in vile. Zmaj je bil simbol prinašanja dežja, bistvenega pomena za kmetijstvo. Predstavlja cesarja, blaginjo in moč naroda. Podobno kot kitajski zmaj (ki je prav tako vplival in se pojavil na Japonskem in v Koreji kot siloviti, a dobrohotni kačasti zmaji) je vietnamski zmaj simbol janga, ki predstavlja vesolje, življenje, obstoj in rast.

## Nastanek legende
Lạc Long Quân, kralj zmajevega rodu, ki živi blizu morja Đông, se je poročil z vilinsko boginjo Âu Cơ, ki je bila hči cesarja ptičjih vrst Đế Lai, potomca Thần Nônga. Âu Cơ je nosila 100 jajc, iz katerih se je izleglo 100 sinov. Prvorojeni sin je postal kralj Lạc Việtov, prve vietnamske dinastije in se razglasil za cesarja Hùng Vương. Prvemu je sledil Hùng Vương Drugi, Hùng Vương Tretji in tako naprej skozi 18 vladavin. To je izvor vietnamskega pregovora: Con Rồng, cháu Tiên (»Zmajevi otroci, vnuki nesmrtnih modrecev«).

## Zgodovinski razvoj podobe
Vietnamski zmaj je kombinacija krokodila, kače, mačke, podgane in ptice. Zgodovinsko gledano so Vietnamci živeli v bližini rek, zato so krokodile častili kot thuồng luồng ali Giao Long, prvo vrsto vietnamskega zmaja.

### Prazgodovina
Od antičnih časov je bil zmaj v mislih, je kultni totem Vietnamcev. Zmaj je točka konvergence s smislom vesolja in človeškega življenja. Zmaji so v folklornih verovanjih animistični simboli. Zmaj je bil ustvarjen v umetniški podobi in je bil prisoten v tradicionalnih umetnostnih obdobjih avtonomnih dinastij.
Vietnamski zmaj je kombinacija krokodila, kače, mačke, podgane in ptice. Zgodovinsko gledano so Vietnamci živeli v bližini rek, zato so krokodile častili kot thuồng luồng ali Giao Long, prvo vrsto vietnamskega zmaja.
Na arheoloških predmetih najdemo nekaj vrst zmajev. Ena skupina je krokodil-zmaj, z glavo krokodila in trupom kače. Mačji zmaj, izkopan na glaziranem kosu terakote v Bắc Ninhu, ima nekatere značilnosti zmaja iz obdobja Đại Việt (monarhija v vzhodni celinski jugovzhodni Aziji od 10. stoletja našega štetja do začetka 19. stoletja): nima krokodilje glave, njegova glava je krajša in ima dolg vrat, krilo in hrbtna plavut sta dolgi črti in njegove brke in krzno najdemo na sliki zmaja Đại Việt.

### Dinastija Ngô (938–965)
Na opeki iz tega obdobja, najdeni v citadeli Cổ Loa, je zmaj nizek, z mačjim telesom in ribjo hrbtno plavutjo.

### Dinastija Lý (1010–1225)
Dinastija Lý je dinastija, ki je postavila temelje vietnamske fevdalne kulture. Budizem je bil zelo razširjen in ustanovljena je bila Văn Miếu, prva univerza v državi. Vitek, tekoči zmaj tega obdobja predstavlja vazalno kraljestvo.
Ta zmajeva zaobljena telesa se gibko ukrivljajo v dolgi vijugasti obliki, ki se postopoma zožuje proti repu. Telo ima 12 delov, ki simbolizirajo 12 mesecev v letu. Na zmajevem hrbtu so majhne, neprekinjene, pravilne plavuti. Visoko dvignjena glava je v sorazmerju s telesom in ima dolgo grivo, brado, izbočene oči, greben na nosu (obrnjen naprej), vendar brez rogov. Noge so majhne in tanke, običajno s 3 prsti. Čeljust je široko odprta, z dolgim, tankim jezikom; zmaji vedno držijo v ustih châu (dragulj/dragulj) (simbol človečnosti, plemenitosti in znanja). Ti zmaji lahko spreminjajo vreme in so odgovorni za pridelke.

### Dinastija Trần (1225–1400)
Zmaj iz dinastije Trần je bil podoben zmaju iz dinastije Lý, vendar je bil videti bolj robat. Ta zmaj je imel nove podrobnosti: roke in rogove. Njegov ognjeni greben je postal krajši. Njegovo rahlo ukrivljeno telo je proti repu postalo debelo in manjše. Obstaja veliko vrst repa (ravni in koničasti rep, spiralni rep) kot tudi veliko vrst lusk (pravilna polcvetna luska, rahlo ukrivljena luska).
Zmaj dinastije Trần je simboliziral borilne veščine, ker so bili cesarji Trần potomci mandarinskega poveljnika. Obdobje Trần je zaznamoval tudi niz uničujočih vpadov Mongolov, ki so jim sledili ponavljajoči se vpadi kraljestva Champa.

### Dinastija Lê-Mạc
V tem obdobju se je podoba vietnamskega zmaja razvila v tipično obliko vietnamskih zmajev. Za razliko od tistih iz prejšnje dinastije zmaji v tej dobi niso predstavljeni le v ukrivljeni drži med oblaki, ampak tudi v drugih. Ti zmaji so bili veličastni, z levjimi glavami. Namesto ognjenega grebena imajo velik nos. Njihova telesa so ukrivljena le v dveh delih. Njihove noge imajo pet ostrih krempljev.
- Eden od štirih zmajev pred Ngu Long Mon iz svetišča Lý Bát Đế, dinastija Lê
- Zmaji na podnožju oljne svetilke dinastije Mạc
- Zmaji palače Kính Thiên, glavna dvorana cesarske palače dinastije Lê

### Dinastija Nguyễn
Oblika zmaja iz dinastije Nguyễn je tipičen vietnamski zmaj. Zmaj je predstavljen s spiralnim repom in dolgim ognjenim mečem. Njegova glava in oči so velike. Ima jelenove rogove, levji nos, izpostavljene pasje zobe, navadne luske in ukrivljene brke. Podobe cesarskega zmaja s 5 kremplji so bile okrašene tudi na prestolonaslednikovi obleki z motivom »zmajevega obraza« s 4 kremplji. Zmaji iz dinastije Nguyễn predstavljajo močne južne cesarje s slavo in častjo.

## Zmaji v literaturi
Nekateri pregovori in reki omenjajo zmaje, namigujejo pa na nekaj drugega:
Rồng gặp mây: »Kot zmaji pozdravljajo oblake« – ugodni pogoji.
Đầu rồng, đuôi tôm: »Zmajeva glava, a škampov rep« – nekaj, kar se začne dobro, a konča slabo.
Rồng bay, phượng múa: »Zmaj leti in feniks pleše!« – Uporablja se za pohvalo kaligrafije nekoga, ki dobro piše ideograme Hán-Nôm.
Rồng đến nhà tôm: »Zmaj obišče škampovo hišo« – rek, ki narekuje vedenje med gostiteljem in njihovim gostom: gostitelj se mora prikazati kot skromna kozica, njihov gost pa kot plemeniti zmaj.
Ăn như rồng cuốn, nói như rồng leo, làm như mèo mửa: »Požreš kot zvit zmaj, govoriš kot plezajoči zmaj, a tvoje delo je kot mačje bruhanje« – kritika nekoga, ki govori, vendar ne hodi na sprehod.

## Vietnamska imena krajev in druge stvari, poimenovane po zmajih
Hanoj (vietnamsko Hà Nội), glavno mesto Vietnama, je bilo v starih časih znano kot Thăng Long (Chữ Hán: 昇龍 (iz Thăng 昇, kar pomeni »rasti, razvijati se, dvigniti se, leteti ali dvigniti se« in Long 龍, kar pomeni »zmaj«)); s tem imenom se prestolnica v literaturi še vedno omenja. Leta 1010 je cesar Lý Thái Tổ prestolnico preselil iz Hoa Lư v Đại La, kar je pojasnil v svojem Chiếu dời đô (kraljeva razglasitev selitve prestolnice): videl je Rồng vàng (zlatega zmaja) leteti naokoli po jasnem modrem nebu, zato je ime Đại La spremenil v Thăng Long, kar pomeni »svetla in razvita prihodnost Vietnama«. Poleg tega je eno od štirih obrambnih božanstev Thăng Long (vietnamsko Thăng Long Tứ Trấn) božanstvo Long Đỗ (dobesedno »zmajev popek« - kjer je središče, mesto, kjer se srečata Zemlja in Nebo - glede na vzhodni pogled ima trebuh vloga, ki je v zahodnem pogledu tako pomembna, kot je srce). Božanstvo Long Đỗ je pomagalo Lý Thái Tổ zgraditi citadelo Thăng Long.
Veliko krajevnih imen v Vietnamu vključuje besedo Long ali Rồng (tudi zmaj): zaliv Ha Long (vịnh Hạ Long), del reke Mekong, ki teče skozi Vietnam, ima 9 krakov in se imenuje Cửu Long (kar pomeni »devet zmajev«); most Hàm Rồng, most Long Biên. Mesto Đà Nẵng ima most v obliki zmaja, ki gleda proti morju. Druge stvari, imenovane po zmajih, so: Thanh Long (pitaja), vòi rồng (vodna tromba), xương rồng (kaktudi), long nhãn (zmajeve oči: vietnamska sorodna beseda za sadež longan (Dimocarpus longan)).

## Zmaji kot nacionalni simbol
Vietnamski zmaj je bil večkrat upodobljen kot nacionalni simbol na zastavah, državnih simbolih in valuti.
- Modri vietnamski zmaj.
- Zeleni vietnamski zmaj.
- Zlati vietnamski zmaj.
- Zastavica cesarja dinastije Nguyễn.
- Kovanec za 50 xu, ki ga je izdala država Vietnam (1953).
- Grb države Vietnam (1954-1955).
- Zastava vietnamske nacionalne vojske (1954-1955).
- Grb Južnega Vietnama od 1967-1975.
- Vietnamska petbarvna zastava z zmajem